# AeroGauge
L'AeroGauge és un videojoc per Nintendo 64 que tracta sobre futurístiques curses aeroespacials d'hovercrafts en diverses pistes contra diversos contrincants.
Hi ha disponible un mode d'un sol jugador, GrandPrix, multijugador (no pas en línia) i contra rellotge, en el qual es pot jugar amb tres dificultats: Novell, Mitjà i Expert.
Aquest videojoc ha volgut intentar superar videojocs com l'Extreme G i/o el Wipeout. Però amb la publicació del F-Zero 64 per part de Nintendo, la companyia japonesa, ASCII, va llançar l'Aero Gauge a Europa. La diferència principal és que els vehicles del videojoc volen en comptes de romandre uns pocs metres sobre la pista, pel que és possible maniobrar en l'aire (a diferència dels videojocs esmentats anteriorment).

## Jugabilitat
AeroGauge és un joc de carreres cibernètic en la línia de les sèries Wipeout i F-Zero, així com Extreme-G, l'única diferència important són les carreres en avions; els corredors volen amb aeromàquines futuristes en pistes que consisteixen en girs inclinats, ponts, turons, túnels en espiral i rutes alternatives. Hi ha quatre modes (un gran premi de quatre curses, un partit únic, una contrarellotge i un mode contra dos jugadors) que es poden jugar des de sis pistes, quatre de les quals ja estan desbloquejades i tenen diferents nivells de dificultat (la catifa Dug Rug per a principiants, un nivell de temàtica oceànica, la Chinoispolis de color neó amb temàtica Xina i la metròpoli Earth Cream Circuit per a experts). Tots ells es poden jugar en tres nivells de dificultat diferents, que només determina la velocitat dels vehicles. En el gran premi i el partit individual, el jugador corre amb set oponents informàtics.
AeroGauge inclou deu màquines Aero, cinc de les quals estan disponibles des del principi. Cadascun dels vehicles està classificat en funció de la velocitat (velocitat màxima de l'aire), la direcció (capacitat de gir), l'acceleració (acceleració), el límit aerodinàmic (la velocitat necessària per sortir a l'aire), l'escut (resistència) i estabilitat (potència de presa). El Mitia blanc, de la vella escola, és el cotxe més feble, el Fusaha és el que baixa i flota més ràpid, el Zero té el major maneig, el Gazpecs taronja és el més ràpid i l'Interceptor té una bona capacitat de moviment i està pensat per a principiants. Un controlador N64 també es pot utilitzar com a vehicle, tot i que s'ha de desbloquejar. Una Aero Machine pot moure's fins a 186 milles per hora i canviar la seva posició des de la part inferior, permetent rutes alternatives a diferents nivells del sòl. L'aerolliscador també té un mesurador de danys que augmenta quan xoca amb roques i parets, i cada curs té una parada per tornar a carregar. Massa dany fa que la cursa s'acabi. La majoria de màquines Aero tenen plans per girar cantonades tancades. S'utilitza una combinació de botons per activar els impulsos turbo, que només es poden fer en sortir de les corbes.

### Pistes

#### Canyon Rush
La Canyon Rush és la primera pista del mode GrandPrix, té 4741m de longitud, amb dos túnels que fan augmentar la velocitat.

#### Bikini Island
La Bikini Island és la segona pista al mode GrandPrix, té 3895m de longitud, amb cinc túnels, un d'ells passa pel fons marí i així veure una balena justament a la meitat del túnel. També hi ha llocs per augmentar la velocitat.

#### Chinatown
La Chinatown és la tercera pista al mode GrandPrix, en el qual, com a mínim, s'ha de ser tercer per passar al següent circuit. Aquesta pista, potser, és la més carismàtica, ja que s'ha de passar a tota velocitat per carrers i avingudes xinesos. Té 4684m, però no hi ha cap túnel per augmentar velocitat, però hi ha trams d'autopistes subterrànies, en el qual, els desenvolupadors no van anomenar-li túnels.

#### Neo Arena
La Neo Arena és un altre circuit futurístic al mode GrandPrix en el qual, s'acaba aquest campionat de curses del mode GrandPrix. Té 5743m i consta de dos túnels, algun d'ells serveix com a drecera.

## Desenvolupament
AeroGauge es va presentar a l'esdeveniment Nintendo Space World de 1997. La data de llançament del joc a Amèrica del Nord es va fixar inicialment per al febrer de 1998, però es va endarrerir fins al 2 d'abril, després al maig de 1998 un dia més tard com a conseqüència de problemes de fabricació.

## Rebuda
AeroGauge va rebre una recepció mixta. El joc va tenir un 58% al lloc web de l'agregació de ressenyes GameRankings basat en 12 ressenyes. El principal d'entre les crítiques va ser l'ús extrem de pop-ups, l'absència d'armes i power-ups, la varietat limitada de pistes,i la dificultat excessivament alta, amb controls que dificulten fins i tot dominar les maniobres bàsiques i oponents amb IA que corren tan perfectament que fins i tot un sol error és suficient per costar al jugador totes les possibilitats de victòria. Kraig Kujawa de Electronic Gaming Monthly va dir que la finestra emergent és "tan extrema en alguns llocs que et pot embolicar fent aparèixer coses davant teu en moments inoportuns. Això afegeix una mica de frustració a un joc que no és massa divertit per començar." GamePro va comentar, "Aero Gauge sembla impressionant al principi, oferint curses de aerodeslizadors molt ràpides a l'espai en 3D, batalles ajustades en pantalla dividida per a dos jugadors i pistes plenes d'emocionants bucles i túnels que recorden el clàssic arcade Stun Runner. Malauradament, les característiques escasses del joc (una escassa alineació de vehicles i pistes i sense armes) i els problemes greus d'incorporació limiten ràpidament la diversió."
Kujawa i GamePro, juntament amb Joe Fielder de GameSpot, també va criticar que la música era avorrida en la composició i el to rígid. Fielder va dir que "té un so de tipus monedes de la vella escola, com el d'una vella màquina Ninja Gaiden, i potser té les melodies més gracioses d'aquesta costat de la San Francisco Rush de Midway per a la N64." Tanmateix, el co-revisor de Kujawa, Shawn Smith, va trobar la música enganxosa, i Nintendo Power va dir que "et manté bomba". Nintendo Power també va elogiar la física dels aerodeslizadors ("hi ha una sensació suau i realista als controls de direcció semblant a volar un avió a [Diddy Kong Racing]"), però va resumir el joc és "no tan implicant com voldríem. Francament, volíem més curses, més vehicles i més coses per fer." Game Informer va dir que el joc és simplement avorrit a causa del seu concepte exagerat.
Les crítiques gairebé unànimement van comparar "AeroGauge" desfavorablement amb el seu contemporani Extreme-G. Next Generation, no obstant això, va argumentar que el joc "pot no suportar la velocitat, l'acció multijugador i la diversitat de pistes del proper F-Zero X (o per això, Extreme-G), però tenint en compte que supera el ciber-racer de Nintendo en més de sis mesos, això hauria d'ajudar a superar bé els aficionats a les carreres." Contràriament, GameSpot i GamePro van concloure que els propietaris de N64 haurien de quedar-se amb Extreme-G com a títol per als corredors futuristes, amb GameSpot que descriu AeroGauge com "només una experiència molt avorrida."
Game Players va dir que els gràfics són excepcionals, destacant la diferenciació visual de les pistes. N64 Magazine va comentar que "passar per un dels horribles túnels estroboscòpics és possiblement el millor mètode mai ideat per descobrir la vostra susceptibilitat a l'epilèpsia." AllGame va observar com l'elevació dels aerodeslizadors canviava mantenint el joystick cap amunt o cap avall, cosa que anava en contra de l'instint natural d'aguantar per avançar.